# Personaggi di Digimon Adventure V-Tamer 01
Il seguente è un elenco dei personaggi che compaiono nella serie manga dedicata al media franchise giapponese Digimon, Digimon Adventure V-Tamer 01.

## Taichi ed i suoi amici

### Taichi Yagami
Taichi Yagami (八神 太一?, Yagami Taichi) è il protagonista del manga V-Tamer 01. È un ragazzo proprietario di un V-Pet con al suo interno un Digimon che era stato reputato un trucco scaricato da qualche parte; inoltre è, in apparenza e nel modo di fare, molto simile al personaggio di Digimon Adventure. Quando finisce a Digiworld, Taichi capisce che il "trucco" è in realtà il suo Digimon partner, Zeromaru. All'incontro con Lord HolyAngemon, colui che lo ha chiamato a Digiworld, a Taichi viene richiesto aiuto per combattere Demon. Tai accetta di dare il suo aiuto e, insieme a Gabo nelle vesti di guida, inizia a cercare le cinque V-Tag, degli oggetti necessari per entrare nel castello di Demon e poter confrontarsi con lui. Tai si ritrova presto a dover affrontare Etemonkey ed i suoi compagni, guardiani delle V-Tag. Nonostante si trovi a Digiworld, il ragazzo si trova costretto a combattere anche altri esseri umani, come Neo Saiba e gli Alias III, che però, alla fine, si schierano dalla sua parte. Dopo che lui e Zeromaru riescono infine a sconfiggere Demon, Tai e gli altri bambini possono tornare al mondo reale.
Esistono alcuni numeri speciali di V-Tamer 01 in cui Tai si trova a fare squadra con Davis Motomiya, Ryō Akiyama e Takuya Kanbara.

#### Zeromaru
Zeromaru (ゼロマル?), spesso chiamato semplicemente Zero e conosciuto con il nome di Zeromon nella versione italiana del manga,, è un Veedramon, Digimon animale mitico di livello campione, ed è il Digimon partner di Taichi Yagami.
Zeromaru è un Veedramon e durante la serie acquisisce l'abilità di digievolvere in forme più potenti come AeroVeedramon e UlforceVeedramon. Tuttavia, ci si riferisce a lui con il nome datogli da Taichi, "Zeromaru", e non con il nome della specie a cui appartiene, "Veedramon".
Zeromaru condivide molti dei tratti della personalità che appartengono al suo partner umano Taichi: ha una grande forza di volontà, ma a volte è troppo avventato ed odia essere sottovalutato. Riconosce di non poter fare tutto da solo, ma è determinato a provare la sua forza nonostante ciò. Durante la serie di V-Tamer 01, Zeromaru combatte contro diversi Digimon potenti e spesso vince solo grazie alle tattiche di Taichi.

### Rei Saiba
Rei Saiba (彩羽 レイ?, Saiba Rei) è la sorella di Neo Saiba che è stata trasportata a Digiworld con lui e gli Alias III, ovvero Sigma, Mari Goutokuji e Hideto Fujimoto.
Taichi Yagami e Zeromaru la incontrano per la prima volta quando due Flymon le stanno dando la caccia e questi ultimi vengono presto eliminati da Zeromaru. Nonostante lei inizialmente sembri essere spaventata da Zero, dopo che lui le salva la vita i due iniziano ad avere un rapporto più stretto e caloroso. Rei non è in grado di camminare nel mondo reale a causa di un incidente recente, ma può invece farlo a Digiworld e presto si scopre che la collana che porta al collo in realtà è un Digiuovo che Neo utilizza per rendere più forte Arkadimon, il suo Digimon da un certo punto della serie in avanti.
La ragazza si infuria con Neo quando scopre che il fratello vuole eliminare Taichi ed i suoi amici. Per tutta risposta, Neo fa rinchiudere Rei in una stanza, ma quest'ultima viene liberata da Pal e Pul. Rei, Sigma e Mari riescono così a scappare dal castello di Demon. Durante la battaglia finale tra Taichi e Neo, Rei minaccia il fratello di buttarsi in un precipizio se le ostilità non cessano immediatamente, ma viene salvata da Zeromaru. Tuttavia, Neo ferma la battaglia dopo aver ascoltato l'appello di Rei. Tornati nel mondo reale, la ragazza tiene viva la sua amicizia con Taichi e gli altri.

### Gabo
Gabo (ガーボ?) è un Gabumon, Digimon rettile di livello intermedio, che vive nel castello di Lord HolyAngemon. Incontra per la prima volta Taichi Yagami e Zeromaru mentre questi scappavano inseguiti da un Tortomon e li porta da Lord HolyAngemon. Da quel momento in poi, Gabo iniziò a viaggiare con Taichi con il ruolo di sua guida a Digiworld. Gabo è facilmente irritabile, un effetto collaterale dell'essere molto sapiente e di conoscere bene tutti i Digimon esistenti e lo stesso Digiworld. Messo a paragone con l'atteggiamento estroverso di Taichi e Zeromaru, Gabo è un totale pessimista. Successivamente il suo atteggiamento muta e diventa uno dei Digimon che hanno profondamente fiducia nelle capacità di Taichi e Zeromaru.

### Gon
Gon (ゴン?) è un Gomamon, Digimon animale acquatico, che Taichi Yagami ed il resto del gruppo incontrano dopo il tentativo fallito di Zero di nuotare. Dopo essere stato salvato da Gesomon, gli viene dato maggiore potere così da diventare più forte. Agli ordini di Lord Whamon, Gon porta Taichi e Zeromaru da lui, dove è testimone della morte di Lord Whamon. Incaricato da quel momento di proteggere l'Oceano Net, aiuta Taichi e Zeromaru nel loro combattimento contro Lord Marine, ma viene gravemente ferito. Dopo la battaglia, tuttavia, Gon digievolve in una nuova forma, un Ikkakumon invece di morire. Torna successivamente per aiutare Taichi nelle difese contro Neo Saiba.

### Lord Whamon
Lord Whamon (ホエーモン様?, Whamon-sama) è un Whamon, Digimon animale acquatico di livello campione, protettore dell'Oceano Net, ma, al momento dell'arrivo delle armate di Demon, non riesce a fronteggiare Lord Marine, che aveva invaso il suo territorio. Dopo aver sentito dell'arrivo di Taichi e Zeromaru, chiede a Gon di portarli da lui. Lord Whamon spiega loro la vera natura di Digiworld così come quella del proprio ruolo di "Programma di Supporto" per aiutare Taichi. Dopo aver lasciato in eredità a Taichi il Digivice 01, nomina Gon suo successore come protettore dell'Oceano Net e muore subito dopo. Gon recupera quindi il suo Digiuovo per tenerlo al sicuro.

### Starmon
Starmon (スターモン?), Digimon mutante di livello campione, è la autoproclamata stella di Star City. Taichi Yagami e Zeromaru vengono sfidati in una contesa per la difesa del "titolo" dopo che i due erano stati acclamati come stelle per le loro battaglie contro Demon. I due dovevano affrontare due contese: battere un Gekomon in una gara di canto e fare a braccio di ferro con un Tyrannomon. Zeromaru riesce a superare queste due sfide grazie ai folli scarabocchi di Taichi nel suo libro della vittoria. Taichi li trasmette così a Zero, permettendo al duo di vincere in modo inaspettato. Come ultima sfida, i due devono sfidare Starmon in una gara di velocità, cioè riuscire a toccarlo in un tempo massimo di tre minuti. Zeromaru riesce a vincere questa sfida raggruppando fan intorno a sé e firmando autografi, rendendo geloso Starmon. Starmon quindi si arrende, dando l'opportunità a Taichi e Zeromaru di tornare a Star City ogni volta che vogliono.

### Jijimon
Jijimon (ジジモン?) è un Digimon antico di livello mega che è anche un rinomato dottore di Hospitown. Appare numerose volte durante lo svolgimento del manga per prestare aiuto medico allo spesso ferito Zeromaru. Possiede anche numerose conoscenze sul legame che si sviluppa tra un domatore ed il suo Digimon così come sull'esistenza di Zeromaru come Digimon antico e sui pro e i contro della sua abilità di sovrascrittura.

### Pal e Pul
Pal e Pul (パル & プル?) sono una femmina ed un maschio di PetitMamon, mini evil Digimon di livello intermedio, che fanno la loro apparizione nella seconda metà del manga. I due aiutano Rei Saiba a scappare dal castello di Demon dopo aver capito quanto fosse fuori di sé Neo Saiba (dal quale i due volevano inizialmente un autografo).

## Lord HolyAngemon ed i suoi alleati

### Lord HolyAngemon
Lord HolyAngemon (ホーリーエンジェモン様?, HolyAngemon-sama) è un umanoide fasciato da una veste bianca. Indossa inoltre una visiera bianca, in cui è incastonata una croce ed il quale è corredato da piccole ali, che gli copre gli occhi, mentre sulla sua cintura c'è il simbolo della pace. Sul suo dorso sono presenti due grandi ali bianche. Quando è costretto a combattere, Lord HolyAngemon indossa un'armatura da battaglia che lo rende praticamente identico ad un qualsiasi altro MagnaAngemon, Digimon angelo di livello evoluto.
Lord HolyAngemon è colui che convoca Taichi a Digiworld così che possa aiutare lui e gli altri Digimon buoni a combattere Demon. Vive nel Castello del Sacro Angelo e, insieme a Lord Whamon, governa Digiworld. È uno dei Programmi di Supporto che aiutano l'"Antivirus" Taichi a sconfiggere il "Virus" Demon. Durante l'invasione di Neo Saiba al suo castello, Lord HolyAngemon appare nella sua armatura da battaglia ed elimina alcuni Digimon nemici. Per affrontare Arkadimon prova anche ad usare il suo Varco Soprannaturale per sigillarlo in un'altra dimensione, ma il Digimon resiste all'attacco; quindi, Lord HolyAngemon rivela la sua abilità di digievolvere al livello mega, abilità di cui aveva sigillato il potere così da non far sentire gli altri Digimon a disagio a causa della sua aura. Digievolve in Seraphimon. Tuttavia, Arkadimon è ancora troppo forte per Lord HolyAngemon, che viene sconfitto e torna alla sua forma di MagnaAngemon per recuperare le forze. Quando Neo attacca nuovamente, il Digimon digievolve in Dominimon per aiutare in battaglia contro le forze di Demon insieme a Leo, nella sua forma di Regulumon, e all'Omnimon di Hideto Fujimoto. Nonostante sia in grado di sconfiggere la maggior parte degli scagnozzi di Demon, Lord HolyAngemon viene ferito gravemente da Arkadimon nella sua forma di livello mega, ma riesce a sopravvivere.
Lord HolyAngemon dispone di numerosi Digimon sotto il suo diretto comando, come ad esempio Patamon, Angemon e Knighmon.

### Leo
Leo (レオ?) è un Leomon, Digimon animale di livello campione, che lavora per Lord HolyAngemon al suo castello, dove allena giovani Digimon. Leo assomiglia ad un leone bipede alto e muscoloso, che porta una spada alla vita. Leo si dimostra un allenatore piuttosto brutale, arrivando a malmenare i suoi allievi se questi non riescono nei compiti da lui assegnati. Il suo atteggiamento cambia dopo l'incontro con Taichi Yagami e Zeromaru, soprattutto dopo che combattono contro il suo Kuwagamon e lo battono. Tra i Digimon che allena ci sono Agumon, Kuwagamon, Greymon, Centarumon e Meramon. Tempo dopo l'arrivo di Taichi a Hospitown, Leo digievolve in un Panjyamon. In questa forma, Leo combatte e distrugge Boltmon, ma ha qualche problema nell'affrontare VenomMyotismon. Quando riesce a guadagnare il vantaggio, però, viene attaccato da Arkadimon, che trapassa il Panjyamon con il suo braccio, prelevando alcuni dei suoi dati. Durante il secondo attacco di Neo, Leo digievolve ancora in una nuova forma, un Regulumon, combattendo l'esercito di Demon insieme a Lord HolyAngemon, nella sua forma di Dominimon, e all'Omnimon di Hideto Fujimoto.

### Gekovitch
Gekovitch (ゲコビッチ?) è uno ShogunGekomon, Digimon anfibio di livello evoluto, che lavora per Lord HolyAngemon ed è il terzo avversario di Taichi Yagami e Zeromaru. Il suo attacco speciale è Pugno Musicale e durante il combattimento con Tai e Zero sfida il duo a spezzarla.  Anche se l'attacco usa onde sonore, ferisce il nemico e forma una barriera che annulla qualsiasi attacco, Taichi e Zeromaru riescono ad interferire con le onde sonore generate facendo a pezzi un candeliere. Gekovitch è testimone dell'invasione all'interno del castello di Lord HolyAngemon e fa di tutto per impedire al suo signore di combattere contro Arkadimon.

### Ninjamon
Ninjamon (イガモン?, Igamon), Digimon mutante di livello campione, è un membro dell'armata di Lord HolyAngemon. Lavora come spia e spesso porta delle informazioni dal castello di Demon. Informa il suo padrone della nascita di Arkadimon ed è anche colui che informa Tai del piano di Neo di attaccare il castello di Lord HolyAngemon. Tuttavia, prima che possa recarsi al castello, viene catturato da Rose. Dopo aver recuperato dalle sue ferite, Ninjamon interviene per aiutare nella battaglia contro il Digimon di Hideto, Omega.

## Demon e le sue Armate

### Demon
Demon (デーモン?), evil Digimon di livello mega, è la forza malvagia che si nasconde dietro il caos generatosi a Digiworld. Il suo obiettivo è quello di creare un'armata di Digimon malvagi per prendere il controllo di Digiworld. Inoltre, è anche impegnato a far crescere un Digiuovo di terribile potenza nel suo castello posto al centro del Continente di Folder, castello che originariamente apparteneva ad una divinità Digimon. Dopo aver visto quanto Zeromaru sia diventato potente sotto la guida di Tai, Demon capisce di aver bisogno di un Domatore per usufruire del pieno potenziale del suo Digimon superevoluto ed individua la persona che fa al caso suo in Neo. Demon ha inoltre tutte le intenzioni di invadere anche il mondo reale dopo essersi impadronito di Digiworld. Tuttavia, Neo colpisce a tradimento Demon e causa l'assorbimento dei suoi dati da parte del suo Digimon, Arkadimon.
Sembra proprio che Demon se ne sia andato per sempre, ma in realtà il Digimon malvagio sapeva fin dall'inizio che Neo successivamente lo avrebbe tradito e aveva fatto in modo che tutto questo accadesse senza problemi affinché lui potesse infine possedere Arkadimon. Una volta che Neo riesce a tornare alla ragione, in ogni caso, Arkadimon si frantuma in mille pezzi, lasciando emergere Demon, che, dopo aver assorbito i dati di Arkadimon, aumenta la sua potenza digievolvendo in Demon superevoluto, ma viene presto sconfitto da Zeromaru, digievoluto nella forma di UlforceVeedramon Future Mode.

### Neo Saiba
Neo Saiba è un domatore malvagio che appare in V-Tamer 01 ed è il fratello di Rei Saiba. Il suo Digimon partner originale era un Greymon, che lui però ripudiò per le sue continue sconfitte in battaglia. Agli ordini di Demon, Neo dispone di tantissimi Digimon, compresi un Devimon ed un Ogremon che sono capaci di DNAdigievolvere in SkullSatamon, usato da Neo più volte per eliminare Etemonkey, MetalGreymon (evolutosi dal suo stesso Greymon), Ghoulmon ed altri. Ognuno di questi Digimon viene sconfitto da Neo stesso o dallo Zeromaru di Taichi Yagami. Il Digimon successivo che Neo riceve da Demon è invece Arkadimon, usato per sconfiggere Pie e Rose (anche se Rose muore molto più tardi). Successivamente conduce l'invasione al castello di Lord HolyAngemon con un'armata composta da diversi Airdramon, Devidramon, Vilemon, Devimon, un Boltmon, un Gryphonmon, un Megadramon, un Gigadramon ed un VenomMyotismon. Il suo Arkadimon riesce inoltre a sconfiggere anche Leo e Seraphimon, la forma di livello mega di Lord HolyAngemon. Tempo dopo l'invasione, e dopo la minaccia di Rei di buttarsi da un precipizio se le lotte non fossero finite, Neo e Taichi interrompono la loro rivalità. Dopo questi eventi, Neo diventa amico di Taichi e nuovamente degli Alias III, salvando anche la vita di Taichi. Tornato nel mondo reale, vince il successivo torneo D-1 e la sua amicizia con Taichi e gli Alias III continua ad esistere più forte che mai.

#### Arkadimon
Arkadimon (アルカディモン?) è un Digimon animale di enorme potenza cresciuto da Demon, l'unico a poter evolvere al livello superevoluto. Demon, deciso ad impadronirsi del Digimon, lo affida alle cure di Neo per farlo crescere e sviluppare, per poi impadronirsene una volta che Neo comprende i suoi sbagli e cessa le ostilità nei confronti di Tai, distruggendo Arkadimon in mille pezzi ed assorbendo i suoi dati.
Diversamente dagli altri Digimon, il nome di Arkadimon non cambia dopo la digievoluzione. Ciò significa che il nome "Arkadimon" si riferisce a tutte le sei forme apparse del Digimon.

#### SkullSatamon
SkullSatamon (スカルサタモン?), Digimon fantasma di livello evoluto, è la forma DNAdigievoluta del Devimon e dell'Ogremon di Neo. La sua prima dimostrazione di potere si manifesta con la distruzione di Etemonkey. Riappare successivamente per combattere Zeromaru dopo che Neo usa MetalGreymon per raccogliere i dati di Zero. Nonostante la sua apparente vittoria iniziale, viene ucciso quando la rabbia di Zero esplose rabbiosamente a causa dei commenti di Neo riguardo Taichi.

#### Megadramon
Megadramon (メガドラモン?), Digidrago oscuro di livello evoluto, è la forma DNAdigievoluta del Kuwagamon e del Kokatorimon di Neo. È un Digimon in grado di volare, di evitare gli attacchi di Zero e che riesce quasi a sconfiggerlo grazie alla tattica di Neo di separarlo nei suoi Digimon base e poi DNAdigievolverli insieme nuovamente. Quando Taichi riesce ad elaborare un piano per sconfiggere il Digimon ed annientare la tattica di Neo, quest'ultimo fa DNAdigievolvere Megadramon con Cherrymon per formare Ghoulmon. Megadramon viene annientato quando Ghoulmon viene sconfitto.

#### Ghoulmon
Ghoulmon (デスモン?, Deathmon), evil Digimon di livello mega, è la forma DNAdigievoluta del Megadramon di Neo e del Guardiano della V-Tag del Cielo, Cherrymon. Come Digimon di livello mega, la sua stessa aura causa distruzione intorno a lui, formando addirittura una frattura spazio-temporale. Inizialmente riesce quasi ad uccidere sia Taichi che Zeromaru, ma quando Zero riesce a digievolvere nella sua forma di AeroVeedramon, Ghoulmon perde nella battaglia aerea che ne consegue e viene ucciso quando Zero scaglia il suo attacco più potente.

### Etemonkey
Etemonkey è un Etemon, Digimon balocco di livello evoluto, agli ordini di Demon e serve da antagonista per i primi capitoli poiché pone i cinque Digimon Guardiani di livello evoluto a protezione delle V-Tag. Viene rivelato successivamente che Etemonkey serve Demon solo per avere un'occasione di giocare con gli esseri umani e che non ha nessuna intenzione di combattere per conquistare il mondo reale. Viene occasionalmente visto volare grazie all'ausilio di diversi DemiDevimon oppure cavalcare un Monochromon. Viene infine distrutto dallo SkullSatamon di Neo dopo che Demon lo accusa di perdere di proposito contro Taichi e Zeromaru.

### Guardiani delle V-Tag
A guardia delle V-Tag, necessarie per entrare nel castello di Demon, ci sono cinque Digimon di livello evoluto inviati da Etemonkey; in ogni caso, alla fine, questi vengono tutti sconfitti da Taichi e Zeromaru.

#### Lord Triceramon
Guardiano della V-Tag del Cielo, Lord Triceramon (トリケラモン様?, Triceramon-sama) è un Triceramon, Digisauro di livello evoluto, ed è il primo Digimon di livello evoluto che Taichi e Zeromaru affrontano veramente in battaglia durante la loro avventura alla ricerca delle cinque V-Tag. Nonostante sia estremamente forte, alla fine della battaglia Lord Triceramon perde e capisce la forza nascosta dei domatori: un Digimon con un domatore al suo fianco può combattere fino ed oltre i suoi limiti senza preoccuparsi di morire successivamente, poiché ha un domatore che si occupa di lui. A guardia del suo dominio ci sono un DarkTyrannomon e un Deltamon.

#### Lord Marine
Guardiano della V-Tag del Mare, Lord Marine (マリン様?, Marine-sama) è un MarineDevimon, Digimon animale acquatico di livello evoluto, che ha invaso l'Oceano di Net. Secondo dei Digimon di livello evoluto che affrontano Tai e Zero, Lord Marine costringe i due ad una battaglia sottomarina, poiché la sua velocità all'interno del suo dominio marino è senza paragoni. La sua prodigiosa velocità, tuttavia, fa da contraltare alla sua estrema debolezza di una bassa difesa, come Taichi capisce quando un morso di Gon lo danneggia oltremodo. Dopo averlo raggirato in modo da riemergere, Zeromaru sconfigge Lord Marine con due buoni pugni e Taichi reclama la V-Tag del Mare. Tra i suoi sottoposti si possono annoverare un Gesomon e un Octomon.

#### Lord Vamde
Guardiano della V-Tag dell'Illusione, Lord Vamde (ヴァンデ様?, Vamde-sama) è un Myotismon, Digimon fantasma di livello evoluto, la cui base si trova in un sinistro castello ed è il terzo Digimon di livello evoluto ad affrontare Taichi e Zeromaru. Il suo piano prevede di sfruttare un Bakemon, mascherato come un Patamon, per instillare sfiducia tra Taichi e Zeromaru e sfruttare il seme del dubbio risultante per fare il lavaggio del cervello a Zeromaru. Il suo piano fallisce, tuttavia, a causa del forte legame tra i suoi nemici e viene ucciso definitivamente quando Taichi dà fiducia ad un accecato Zeromaru spronandolo a scagliare una Freccia Rovente sul volto di Lord Vamde mentre quest'ultimo stringe Taichi a sé. I suoi alleati includono Bakemon, Candlemon, Devimon, Meramon, Kuwagamon, DemiDevimon e Kabuterimon.
L'odio di Lord Vamde, in ogni caso, non svanisce con lui ed il Digimon decide di scambiare la sua intelligenza per il puro potere e di accedere alla sua forma di livello mega, VenomMyotismon. Neo lo porta con sé nella sua prima battaglia contro le forze di Lord HolyAngemon e viene quasi eliminato quando Leo digievolve al livello evoluto. Arkadimon interviene e lo salva ma, subito dopo il loro arrivo, Taichi e Zeromaru decidono di decapitarlo con un pugno e poi distruggere il suo "vero" corpo.

#### MetalGreymon
Guardiano della V-Tag dell'Impero del Metallo e quarto Digimon di livello evoluto a combattere contro Taichi e Zeromaru, MetalGreymon (メタルグレイモン?), Digimon androide di livello evoluto, era originariamente un Greymon cresciuto da Neo, ma che fu cancellato dopo aver perso ripetutamente in battaglia. Dopo la sua cancellazione, MetalGreymon si materializzò a Digiworld e si diresse alla Fabbrica di Metalli per diventare più forte modificando il suo corpo. Successivamente incontra nuovamente Neo a Digiworld e, ancora leale al suo ex Domatore, è desideroso di mostrargli quanto sia migliorato. Va vicino allo sconfiggere Zeromaru, ma Neo lo usa per raccogliere altri dati su Zeromaru, facendolo attaccare di proposito. Una volta che MetalGreymon non è più in grado di raccogliere dati su Zeromaru, Neo lo elimina senza pietà.

#### Cherrymon
Guardiano della V-Tag del Cielo, Cherrymon (ジュレイモン?, Jyureimon), Digimon pianta di livello evoluto, piuttosto che affrontare Taichi e Zeromaru direttamente, viene usato in una DNAdigievoluzione con il Megadramon di Neo per formare Ghoulmon. Viene eliminato con Ghoulmon quando questi viene sconfitto.

### NeoDevimon
I NeoDevimon (ネオデビモン?)  sono Digimon angelo caduto di livello evoluto agli ordini di Demon e, successivamente, di Neo. Sono soldati semplici che sono fedeli al loro maestro, ma mostrano comunque i segni di una figura da leader.
Tre NeoDevimon lavorano per Neo e vengono da lui inviati a tenere a bada l'Omnimon di Hideto, Omega, così che un quarto NeoDevimon possa uccidere Zeromaru mentre quest'ultimo dorme. Zeromaru sconfigge due di questi prima dell'arrivo di Jijimon e Birdramon. Callismon successivamente rivela che Neo aveva precedentemente creato i NeoDevimon basandosi su Devimon.

### Callismon
Callismon (カリスモン?), Digimon animale sintetico di livello mega, è stato creato da Neo usando il 10% dei dati di Arkadimon su un Grizzlymon. Quando Callismon viene presentato al resto dell'armata di Demon, riesce a fare a pezzi un Devimon ed un Ogremon e a tranciare a metà un Boltmon. Viene sguinzagliato alla ricerca di Rei, che era scappata dal castello di Demon, che raggiunge velocemente, stordendola. In ogni caso, Zeromaru si rialza e inizia a combattere contro di lui. Inizialmente Callismon riesce a destreggiarsi abilmente contro Zero, bloccando i suoi attacchi ed anche causandogli alcuni danni. Tuttavia Zero rivela di stare solamente abituandosi al suo corpo più forte e vince la battaglia, distruggendo infine Callismon dopo alcuni buoni colpi ed il suo attacco "Spada Alata".

### Lykamon, Panimon e Hermmon
Lycamon, Panimon e Hermmon (リュカモン, パニモン & ヘルムモン?) dovevano originariamente apparire per combattere contro Omnimon, Regulumon e Dominimon. Questa trama accessoria, tuttavia, è stata tagliata per problemi di tempo. Così come per Callismon, Lycamon e Hermmon sarebbero stati creati da Neo Saiba usando il DNA di Arkadimon su altri Digimon.
- Il nome di Lycamon viene da Licaone, re dell'Arcadia, che fu trasformato in un lupo da Zeus.
- Il nome di Panimon viene da Pan, Dio greco dei Pastori.
- Il nome di Hermmon viene da Hermes (o Ermes), Dio greco dei ladri e dei messaggeri.

## Alias III
Gli Alias III sono un terzetto di Domatori umani, ognuno di essi affiancato da un Digimon partner, che inizialmente fungono da antagonisti per Taichi e Zeromaru poiché si uniscono a Neo e Demon per aiutarli a dare vita ad Arkadimon dopo essere stati scelti da Neo stesso. Ognuno di loro affronta un combattimento uno contro uno contro Taichi, sperando ognuno di riuscire a sconfiggere il "parassita". Successivamente, tuttavia, ai tre viene fatto capire che essi rappresentano semplicemente un diversivo per far guadagnare tempo ad Arkadimon così che questo possa avere il potere necessario a sconfiggere Taichi e di conseguenza diventano amici di Tai e Zero. In precedenza il trio è stato usato anche come mezzo per ottenere nutrimento per Arkadimon.

### Sigma
Sigma è un membro degli Alias III ed è il primo membro ad affrontare Taichi Yagami e Zeromaru per conto di Neo Saiba. Il suo Digimon è Pie il Piedmon ed i loro sentimenti dell'uno sono connessi all'altro e viceversa, legandoli con un potente collegamento empatico. Quando Zero combatte contro Pie, parte della maschera del Digimon si rompe allo stesso tempo in cui si rompe parte della maschera di Sigma. Taichi dà a Sigma l'opportunità di ritirarsi dalla battaglia affinché Pie possa essere risparmiato e Sigma gli è molto grato di questo. Sigma in quel momento è ansimante e sembra affaticato come se avesse sentito anche lui gli infortuni e la fatica del suo Digimon. Quando Neo scopre l'andamento della battaglia contro Tai, ordina ad Arkadimon di combattere contro Pie. Sigma si trova dietro ad una finestra di vetro insieme a Neo e non può fare nulla. Al momento della morte di Pie, sia l'umano che il Digimon urlano insieme. Tutto ciò sembra indicare che Sigma aveva un legame eccezionalmente forte con il suo partner. Arkadimon assorbe quindi i dati di Pie e digievolve al livello intermedio, mentre Sigma viene imprigionato nel castello. Successivamente riesce a scappare insieme a Rei Saiba e a Mari e si schiera dalla parte di Taichi per fermare Arkadimon. Mentre si trova ancora all'interno del castello, decide grazie al suo intelletto di raccogliere la maggior quantità possibile di dati da Arkadimon quando questo dorme. I suoi dati non risultano inutili, poiché la debolezza da lui scoperta viene utilizzata successivamente da Taichi e Zero per sconfiggere Arkadimon. La sua amicizia con Tai e Zero continua, come provato dall'ultimo capitolo del manga dove Sigma appare senza maschera.
La maschera di Sigma ha un amplificatore incorporato che è collegato al suo computer palmare, così che l'amplificatore annuncia ciò che Sigma scrive, rendendo il ragazzo molto bravo a scrivere velocemente. Sigma parla infine quando la metà inferiore della sua maschera viene distrutta per chiedere a Tai e Zero di non fare del male a Pie. Quando dopo la battaglia i due cercano di mostrarsi amichevoli con lui e gli parlano, Sigma rifiuta la loro offerta e se ne va, ma pochi secondi dopo manda una e-mail a Taichi dicendogli che ci penserà su. La sua abilità nello scrivere ad un certo punto rivaleggia con quella di Taichi, poiché Sigma è in grado di rispondere facilmente con uno dei suoi ordini.
In passato Sigma era troppo timido per parlare apertamente, anche quando scoprì che i suoi "amici" lo stavano solo usando continuò semplicemente a sorridere e subì il colpo. Quando scoprì la possibilità di chattare, il ragazzo si sentì finalmente libero di dire ciò che voleva, anche se nessuno dei suoi conoscenti rese ciò più semplice. Un giorno, mentre stava chattando, Sigma ricevette un messaggio da Neo che gli parlava delle sue abilità e di come esse avrebbero potuto essere utilizzate per aiutarlo a creare un nuovo mondo digitale.

#### Pie
Pie (ピエ?) il Piedmon, Digimon mago di livello mega, è il Digimon partner di Sigma degli Alias III. Inizialmente le cose sembrano andare male per Zeromaru nello scontro con lui, poiché i comandi di Sigma si dimostrano migliori e più veloci di quelli che Taichi invia a Zero. Tuttavia, grazie al forte legame e alla forte fiducia instauratasi tra Zero e Taichi, il duo riesce infine a sconfiggere Pie. Dopo la battaglia, sia Sigma che Pie cambiano il loro atteggiamento e tornano al castello di Demon. Come punizione, Demon ordina a Neo di combattere contro Pie con il suo nuovo Digimon Arkadimon, appena schiusosi dal Digiuovo. Nonostante sia solo un Digimon di livello primario, Arkadimon riesce ad uccidere Pie trapassandolo ed assorbendo poi i suoi dati, digievolvendo al livello intermedio. La morte di Pie affligge moltissimo Sigma, fatto che suggerisce che Pie fosse il primo amico di Sigma.

### Mari Goutokuji
Mari Goutokuji è il secondo membro degli Alias III ad affrontare Taichi Yagami e Zeromaru per conto di Neo Saiba. Il suo partner è Rose il Rosemon. La ragazza scalcia violentemente Ninjamon quando il Digimon prova ad attaccarla. Viene quindi fermata da Rei Saiba che le grida contro e Rose viene poi sconfitta da Zero. Mari e Rose aiutano Taichi e gli altri nella battaglia contro Arkadimon, che avviene dopo il congedo degli Alias III da parte di Neo, nella quale Rose viene presumibilmente uccisa. Mari continua ad essere amica degli altri dopo il loro ritorno nel mondo reale, dove la si può vedere accompagnarsi a Sigma.
Durante la sua battaglia con Taichi e Zero inizialmente appare come una ragazza un po' oca, sciocca e svenevole, impegnata a parlare di cose come la sua carriera di idol pop su internet nel mondo reale o del fatto che quando Neo diverrà re del mondo digitale lei sarà la sua regina, ma tutto ciò è solo una recita che lui utilizza per distrarre Taichi e Zero. Mari diventa infatti molto fredda e quasi sadica quando termina la sua recita, arrivando a saltare con violenza su un nemico rimasto ferito in precedenza.

#### Rose
Rose (ロゼ?) il Rosemon, Digimon folletto di livello mega, è il Digimon partner di Mari degli Alias III. Mentre Neo Saiba è impegnato a guidare le truppe di Demon al castello di Lord HolyAngemon, Rose si confronta con Zero come diversivo. La personalità di Rose è molto simile a quella della sua domatrice. Prima che lei appaia a Taichi ed ai suoi amici, il Digimon cattura un Ninjamon che voleva avvisare Lord HolyAngemon e presenta il Digimon gravemente ferito agli avversari. Anche se inizialmente si comporta in modo sciocco, successivamente svela le sue vere abilità da combattente e rende quasi Zero il suo schiavo d'amore. Zero riesce infine a combattere la sua seduzione e a sconfiggerla. Quando Mari si rivolta contro Neo, Rose aiuta Omega nel combattimento contro Neo Saiba e Arkadimon. Rose riesce infatti ad imprigionare Arkadimon con i suoi tralci di vite, ma Arkadimon riesce a liberarsi e a trafiggerla. Rose, in punto di morte, riesce però a tranciare di netto il braccio con cui Arkadimon l'aveva trapassata per dare a Omega più possibilità di avere la meglio sul loro comune nemico.

### Hideto Fujimoto
Hideto Fujimoto è un membro degli Alias III ed ha due Digimon partner invece di uno solo. Sono Warg il WarGreymon e Melga il MetalGarurumon, che sono in grado di DNAdigievolvere in Omega l'Omnimon. Hideto è il terzo e ultimo membro degli Alias III ad affrontare Taichi Yagami e Zeromaru per conto di Neo Saiba dopo il fallimento degli altri due membri degli Alias III. Hideto si rimprovera ciò che è accaduto a Rei Saiba (anche Neo, tuttavia, si rimprovera l'accaduto). È implacabile nel suo tentativo di distruggere Taichi e Zero, arrivando a spingere i suoi due Digimon diverse volte oltre i loro limiti; in questa battaglia viene mostrato il vero valore dell'amicizia. Successivamente Hideto aiuta nella battaglia finale contro Arkadimon, dove Omega sarebbe stato distrutto se Hideto non lo avesse fatto de-DNAdigievolvere. Porta avanti la sua amicizia con gli altri nel mondo reale ed il suo Digimon partner è l'unico Digimon degli Alias III a non essere cancellato.
Il suo contributo dopo essere passato dalla parte di Tai e Zero gioca un ruolo importante nella sconfitta di Neo. Poiché Hideto è l'unico ad avere un Digimon dopo la battaglia, è la sua esperienza, trasferita a Tai, che aiuta Zero a sopravvivere ai primi incontri con Arkadimon. Hideto inoltre usa Omega per aiutare coloro che combattono contro Neo a volare quando Zero è gravemente ferito. Insieme a Leo e Lord HolyAngemon riesce a prendere tempo fin quando Zero non recupera. Riesce anche a convincere Neo che ciò che sta facendo è sbagliato. Hideto è anche un Domatore riconosciuto nel mondo reale, sconfitto solo da Neo alla sua scuola e secondo solo a Taichi e Neo in termini di potere. Dimostra anche di avere sentimenti simili a Tai nei confronti dei Digimon, non volendo cancellare Warg e Melga quand Neo gli dice che sono troppo deboli. La sua bontà nei loro confronti tuttavia lo ripaga, poiché è proprio questa bontà a permettergli di digievolvere.

#### Omega
Omega (オメガ?) l'Omnimon, Digimon guerriero di livello mega, è il Digimon partner di Hideto degli Alias III. Omnimon è un Digimon composto da Warg e Melga, rispettivamente un WarGreymon e un MetalGarurumon. Durante la battaglia, Omega capisce che Zeromaru è un Digimon buono e perde di proposito la battaglia con lui. Ciò comporta il cambiamento di fronte di Hideto, che si schiera con Taichi. Successivamente, Omega combatte Arkadimon quando Neo congeda gli Alias III, ma viene ferito gravemente e riesce a malapena a fuggire con Hideto. In seguito aiuta a difendere il Castello di Lord HolyAngemon da un attacco di Neo, dove ancora una volta combatte contro Arkadimon finché non viene sostituito da Zeromaru. Alla fine, Omega è l'unico Digimon degli Alias III a non essere distrutto.
Prima degli eventi della serie, Hideto usava Warg e Melga per tenere al sicuro il suo posto di miglior Domatore della scuola, per poi venire detronizzato da Neo al suo arrivo. Anche se Neo gli aveva suggerito di cancellare i suoi Digimon, secondo lui troppo deboli, Hideto si era rifiutato, dicendo che loro sono suoi amici. Questa bontà è il fattore scatenante che una notte aveva innescato la DNAdigievoluzione dei due in Omega; è proprio questa evoluzione ad essere parzialmente responsabile per l'incidente che coinvolge Rei Saiba. L'amicizia che lega i tre è evidenziata nuovamente quando sia Warg che Melga si rifiutano di continuare a combattere contro Zero, ben sapendo che Hideto sta combattendo per delle ragioni sbagliate.

## Digimon esclusivi

### Parallelmon
Parallelmon (パラレルモン?) è un Digimon mutante di livello mega e principale nemico in un numero speciale di V-Tamer che non segue la trama principale. Questo Digimon è in grado di viaggiare attraverso mondi paralleli. In ogni mondo, il suo obiettivo è catturare Digiprescelti/Domatori per acquisire più potere. Parallelmon usa i suoi poteri di viaggio temporale per mandare Veemon e Davis Motomiya della continuity di Digimon Adventure 02 in quella di Digimon Adventure V-Tamer 01 e per assorbire TK Takaishi, Kari Kamiya, Yolei Inoue, Cody Hida ed i loro rispettivi Digimon nel mondo di Digimon Adventure 02.
Parallelmon poi passa al mondo di V-Tamer 01 ed attacca Davis e Veemon, ma i due vengono salvati da Taichi Yagami e da Zeromaru. Poiché non riescono a distruggere Parallelmon, il gruppo si ritrova costretto a scappare e ad affrontare Parallelmon successivamente. Gli altri Digiprescelti di Adventure 02, intanto, essendo stati assorbiti da Parallelmon, lavorano insieme all'interno del mostro per ricreare il Digiuovo dei Miracoli, permettendo a Veemon di armordigievolvere Magnamon. Nel frattempo, Taichi e Davis elaborano un piano per sconfiggere Parallelmon. Zeromaru riesce ad indebolire il Digimon, ma il merito della sua distruzione va a Magnamon. Davis e Veemon riescono così a tornare nel loro mondo e tutto torna come prima l'apparizione di Parallelmon.

### Metamormon
Metamormon (メタモルモン?) è un Digimon mutante di livello mega e principale nemico in un numero speciale di V-Tamer 01 che non segue la trama principale. Il dispositivo sul suo petto gli permette di scannerizzare un Digimon e poi di copiare la sua forma (incluse le sue abilità speciali).
In questa storia, Taichi e Zeromaru fanno squadra con Takuya Kanbara della continuity di Digimon Frontier per salvare il villaggio dei Babamon da Metamormon. Inizialmente, Metamormon diventa un Imperialdramon Fighter Mode e li attacca. Successivamente diventa un Ghoulmon per combattere contro Takuya (nella forma di Agunimon). Quando Agunimon slidedigievolve in BurningGreymon, Metamormon diventa nuovamente Imperialdramon Fighter Mode ed attacca BurningGreymon nel bel mezzo del combattimento con Zeromaru. Con Takuya ferito, Zeromaru si ritrova a combattere Metamormon da solo. Non appena Metamormon diventa Goldramon e la lotta continua, Taichi e Zeromaru notano che il Sistema di Memoria di Metamormon si trova nel dispositivo sul suo petto. Nonostante le sue ferite, Takuya spiritdigievolve Agunimon di nuovo e combatte contro Metamormon finché il Digimon mutaforma non prende la forma dello stesso Agunimon, facendo passare un brutto momento a Zeromaru. Il finto Agunimon attacca, ma Taichi ed il vero Agunimon elaborano un piano. Agunimon si lancia verso Metamormon, quindi torna alla sua forma umana, che Metamormon non è in grado di copiare. Takuya quindi spiritdigievolve in BurningGreymon e sconfigge Metamormon. Zeromaru finisce quindi l'opera facendolo fuori. Metamormon è attualmente il più veloce ed uno dei più forti e più pericolosi Digimon di tutti i tempi, anche se spesso non mostra la sua piena velocità o potenza.

### Vikemon
Vikemon (ヴァイクモン?) è un Digimon animale di livello mega e principale nemico in un numero speciale di V-Tamer 01 che non segue la trama principale.
Vikemon è uno degli scagnozzi di Demon, con il potere di essere in grado di abbassare la temperatura a suo piacimento. Ryō Akiyama e Taichi Yagami fanno squadra per fermarlo, ma finiscono per rimanere invischiati in una lite tra di loro. La debolezza di Vikemon è proprio il bollente fervore che sia Ryo che Taichi mostrano audacemente; più la lite si accende, più Vikemon si indebolisce, finché quest'ultimo non si ritrova sconfitto.